# Kap Wennersgaard
Das Kap Wennersgaard (englisch Wennersgaard Point) ist eine Landspitze an der Davis-Küste des Grahamlands auf der Antarktischen Halbinsel. Am nordwestlichen Ende der Swilengrad-Halbinsel trennt es die Einfahrten der Lanchester Bay und der Jordanoff Bay voneinander.
Teilnehmer der Schwedischen Antarktisexpedition (1901–1903) unter der Leitung Otto Nordenskjölds kartierten es zwischen November und Dezember 1902. Nordenskjöld benannte es nach dem norwegischen Seemann Ole Christian Wennersgaard (1881–1903), der am 7. Juni 1903 im Winterlager der Expedition auf der Paulet-Insel an einer Herzschwäche starb.